# John Kitzmiller
John Kitzmiller (Battle Creek, 4 dicembre 1913 – Roma, 23 febbraio 1965) è stato un ingegnere, militare e attore statunitense naturalizzato italiano.

## Biografia
Di famiglia afroamericana, crebbe con i genitori (John e Mary Kitzmiller) e una sorella nella città natale. Frequentò la locale High school, dove divenne membro del Club di Chimica, diplomandosi nel 1932. Laureatosi in ingegneria chimica nel 1937, svolse successivamente l'attività professionale prima di arruolarsi nell'United States Army durante la seconda guerra mondiale (1943). Giunse in Italia nel luglio 1943, partecipando alle operazioni dello sbarco in Sicilia con le Forze Alleate con il grado di capitano del genio militare americano. Durante la guerra erano morti entrambi i suoi genitori e questa circostanza, unita alle difficoltà presenti all'epoca negli USA per gli afroamericani, lo convinsero a prolungare la ferma; dopo il 1945 vi ottemperò cooperando in Italia alla ricostruzione di strade e ponti distrutti dai bombardamenti
Iniziò la carriera di attore nel 1947 per caso, in seguito alla proposta del produttore Carlo Ponti, alla ricerca di un interprete per il ruolo di Joe, un soldato americano fuggito da un campo di prigionia tedesco, nel film Vivere in pace di Luigi Zampa. Per la sua prestanza (era alto 1,93 m e di aspetto atletico), per la bravura dimostrata come attore e per il "monopolio" rappresentato dall'essere l'unico attore afroamericano in Italia, John Kitzmiller fu richiesto per altri ruoli in film italiani, che a quel tempo erano di carattere neorealista. Kitzmiller d'altra parte si innamorò dell'Italia e decise di stabilirvisi definitivamente. L'anno successivo ebbe il primo ruolo importante nel film Senza pietà (1948), diretto da Alberto Lattuada.
Nel 1957 ottenne il Prix d'interprétation masculine (Gran premio per il miglior attore maschile) al Festival di Cannes per il ruolo del Sergente Jim nel film di France Štiglic La valle della pace, superando la concorrenza di Gary Cooper (La legge del Signore) e Max von Sydow (Il settimo sigillo). Il trionfo di Cannes gli permise di ottenere offerte anche fuori d'Italia come per Terra nuda (1958) di Vincent Sherman o Agente 007 - Licenza di uccidere (1962) di Terence Young. Continuò a lavorare tuttavia sempre in Italia sia nel cinema che in televisione (per esempio, in La storia di Rossella O'Hara nella Biblioteca di Studio Uno o in alcuni episodi della serie Le inchieste del commissario Maigret).
Per la Rai interpretò il ruolo di un pianista nello sceneggiato televisivo Una tragedia americana (1962).
Morì per cirrosi epatica all'età di 51 anni, due mesi dopo essersi sposato.

## Filmografia

John Kintzmiller in Vivere in pace (1947)

- Vivere in pace, regia di Luigi Zampa (1947)
- Tombolo, paradiso nero, regia di Giorgio Ferroni (1947)
- Senza pietà, regia di Alberto Lattuada (1948)
- Ti ritroverò, regia di Giacomo Gentilomo (1949)
- Monastero di Santa Chiara, regia di Mario Sequi (1949)
- La forza del destino, regia di Carmine Gallone (1950)
- Luci del varietà, regia di Alberto Lattuada e Federico Fellini (1950)
- Massacre en dentelles, regia di André Hunebelle (1952)
- Ultimo perdono, regia di Renato Polselli (1952)
- La peccatrice dell'isola, regia di Sergio Corbucci (1952)
- Delitto al luna park, regia di Renato Polselli (1952)
- La ragazza di Trieste (Les loups chassent la nuit), regia di Bernard Borderie (1952)
- A fil di spada, regia di Carlo Ludovico Bragaglia (1952)
- Terra straniera, regia di Sergio Corbucci (1952)
- Legione straniera, regia di Basilio Franchina (1952)
- Canto per te, regia di Marino Girolami (1953)
- Frine, cortigiana d'Oriente, regia di Mario Bonnard (1953)
- Non vogliamo morire, regia di Oreste Palella (1954)
- Quai des blondes, regia di Paul Cadéac (1954)
- Desiderio 'e sole, regia di Giorgio Pàstina (1954)
- Il grande addio, regia di Renato Polselli (1954)
- Acque amare, regia di Sergio Corbucci (1954)
- Lacrime d'amore, regia di Pino Mercanti (1954)
- Il nostro campione, regia di Vittorio Duse (1955)
- La valle della pace (Dolina miru), regia di France Štiglic (1956)
- A vent'anni è sempre festa, regia di Vittorio Duse (1957)
- I misteri di Parigi, regia di Fernando Cerchio (1957)
- Terra nuda (The Naked Earth), regia di Vincent Sherman (1958)
- Afrodite, dea dell'amore, regia di Mario Bonnard (1958)
- Due selvaggi a corte, regia di Ferdinando Baldi (1959)
- Vite perdute, regia di Adelchi Bianchi (1959)
- Pensione Edelweiss, regia di Victor Merenda, Ottorino Franco Bertolini (1959)
- Gli avventurieri dei tropici, regia di Sergio Bergonzelli (1960)
- I pirati della costa, regia di Domenico Paolella (1960)
- Totòtruffa '62, regia di Camillo Mastrocinque (1961)
- La corona di fuoco, regia di Louis Mañe (1961)
- La rivolta dei mercenari, regia di Piero Costa (1961)
- Il sangue e la sfida, regia di Nick Nostro (1962)
- Marte, dio della guerra, regia di Marcello Baldi (1962)
- Il figlio del capitan Blood (El hijo del capitán Blood), regia di Tulio Demicheli (1962)
- Agente 007 - Licenza di uccidere (Dr. No), regia di Terence Young (1962)
- La tigre dei sette mari, regia di Luigi Capuano (1962)
- Der Fluch der grünen Augen, regia di Ákos Ráthonyi (1964)
- Il ribelle di Castelmonte, regia di Vertunnio De Angelis (1964)
- La capanna dello zio Tom (Onkel Toms Hütte), regia di Géza von Radványi (1965)

## Prosa televisiva Rai
- Una tragedia americana – miniserie TV (1962)
- Il cuore impulsivo, commedia con John Kitzmiller, Glauco Onorato, Quinto Parmeggiani, Umberto Orsini, Lucia Catullo, Mario Maranzana, Carlo Cataneo, regia di Claudio Fino, trasmessa il 1º luglio 1963.
- Salvate mio figlio, farsa di Peppino e Luigi De Filippo, regia di Lino Procacci, trasmessa il 14 luglio 1963.

## Varietà televisivi Rai
- Il mattatore (1959)

## Doppiatori italiani
- Renato Turi in Totòtruffa 62, Agente 007 - Licenza di uccidere
- Cesare Polacco in A fil di spada
- Silvano Tranquilli in Afrodite, dea dell'amore
- Vittorio Sanipoli in La capanna dello zio Tom